# Haus des Khalifa

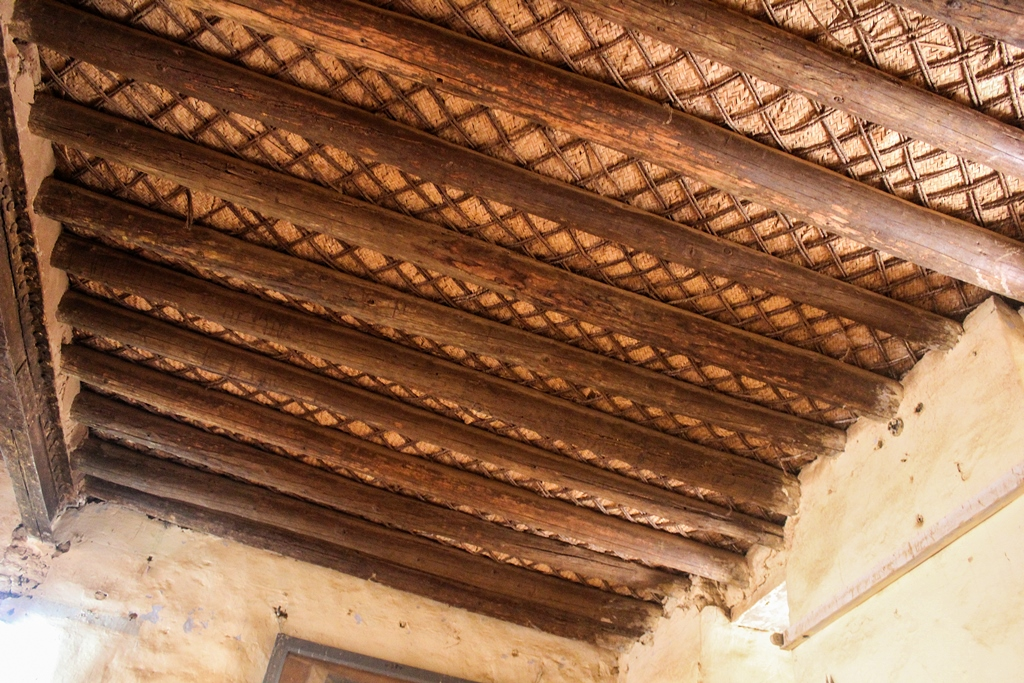
Deckengebälk des Museums

Das Haus des Khalifa (arabisch بيت الخليفة, DMG Bait al-ḫalīfa) ist ein zweistöckiges Lehmgebäude in Omdurman. In diesem lebte Abdallahi ibn Muhammad, der Kalif von Omdurman und Nachfolger des Mahdi.
Im Sudan, der ab 1821 unter ägyptische Herrschaft gekommen war, begann 1881 der Mahdi-Aufstand. Nach dem Tod des Mahdi 1885 wurde
Abdallahi ibn Muhammad als Khalifa (Kalif) sein Nachfolger. Er ließ in Omdurman ein niedriges, zweistöckiges Gebäude mit mehreren miteinander verbundenen Innenhöfen errichten. Das Erdgeschoss wurde 1888 und das Obergeschoss 1891 erbaut. Seine traditionelle Lehmziegelkonstruktion ist von großer historischer Bedeutung, da sie den Stil und die Architektur der damaligen Zeit widerspiegelt. Das Gebäude befindet sich im Zentrum der Stadt Omdurman, in unmittelbarer Nähe des Grab des Mahdi. 
1928 wurde das Haus des Khalifa Sitz eines ethnographischen Museums, das die Geschichte des Sudan während des Mahdi-Aufstands dokumentiert. Das Museum enthält Gegenstände des täglichen Lebens aus jener Zeit wie Rüstungen, Schwerter, Geldmünzen sowie von Charles George Gordon während der Belagerung von Khartum herausgegebene Banknoten. Einige Räume enthalten Material aus der Schlacht von Omdurman wie Gewehre, Speere, Fahnen und Kleidungsstücke. Die Innenhöfe beherbergen unter anderem die Kuppel des ersten Mausoleums des Mahdi sowie das erste im Sudan benutzte Automobil, eine ursprünglich für militärische Zwecke verwendete Arrol-Johnston-Zugmaschine.